# Adolf Krogmann
Adolf Krogmann (* 15. März 1898 in Schiffbek bei Hamburg; † 5. September 1973 in Bonn) war ein deutscher Kaufmann, Pilot und Luftfahrtfunktionär.

## Leben und Tätigkeit
Seine fliegerische Ausbildung erhielt Krogmann nach Verlassen der Obersekunda 1915/16 bei der Centrale für Aviatik in Hamburg-Fuhlsbüttel. 1915 meldete Krogmann sich als kriegsfreiwilliger Flugzeugführer zur Königlich Preußischen Fliegertruppe. Von Mitte 1915 bis Ende 1918 diente er als Flugzeugführer und Beobachterlehrer. In der Zwischenkriegszeit war er von Ende 1922 bis 1932 als Direktionsassistent bei der Junkers Luftverkehrs AG und der Junkers Flugzeugwerke AG. 1924 wurde er mit Paul Bäumer Mitglied des Pépinière-Corps Suevo-Borussia. 1933–1935 war er Ausbildungsleiter See des Aero-Clubs von Deutschland. 1935 wurde er Generalsekretär und dann geschäftsführender Präsident des Aero-Clubs von Deutschland, was er bis 1945 blieb. Am Zweiten Weltkrieg nahm Krogmann als Reserveoffizier der Luftwaffe teil. In der Nachkriegszeit in Deutschland war er an der Gründung des Hamburger Vereins für Luftfahrt sowie des Landesverbandes Hamburg des Deutschen Aero-Clubs beteiligt, die ihn beide mit dem Amt des Vizepräsidenten bis 1954 bzw. 1956 betrauten. 1955 ging Krogmann als Repräsentant der Ernst Heinkel Flugzeugwerke nach Bonn. 1958 wurde er dort zum Präsidenten des Clubs der Luftfahrt berufen. Er übergab 1968 die Clubpräsidentschaft an Generalleutnant a. D. Werner Panitzki und übernahm den Ehrenvorsitz.